# Lin Baoyi
Pour les articles homonymes, voir Baoyi.

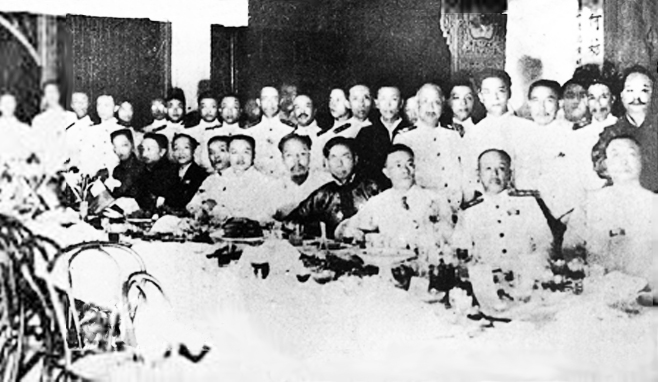
En aout 1917, Sun Yat-sen accueille des officiers de marine : Lin Baoyi est le deuxième en partant de la droite au premier rang.

Lin Baoyi (林葆怿, 1863-1927) est un amiral chinois actif durant l'époque des seigneurs de guerre (1916-1928). 
Né à Fuzhou, il étudie à l'académie navale locale et est envoyé au Royaume-Uni pour en apprendre davantage. Il devient amiral dans la flotte de Beiyang durant la dynastie Qing et continue de servir après la mise en place de la République en 1912. En 1917, en réaction à la domination de Duan Qirui sur le gouvernement de Beiyang, il fait défection avec sa flotte et navigue vers le Sud pour rejoindre le mouvement de protection de la constitution de Sun Yat-sen. Pour ses actions, il est fait membre du comité du gouvernement et ministre de la Marine. Mais des désaccords avec le comité le font rejoindre l'ancienne clique du Guangxi contre Sun. Les forces de ce dernier, menées par Chen Jiongming, le défont lui et ses alliés du Guangxi en 1920.